# 东京攻略
《東京攻略》，是一部於2000年農曆新年賀歲檔期上映的香港電影，马楚成負責導演、攝影，由梁朝偉、鄭伊健、陳慧琳、張柏芝等巨星領銜主演，是當年的港產賀歲動作片。该片在日本东京取景拍摄。

## 故事大綱
Macy（陳慧琳飾）有一日籍男友高橋裕二（仲村亨飾）。就在結婚當日，高橋裕二突然無故失約。Macy決定乘飛機到東京，欲知個究竟。乘機時為高橋設計新屋的設計師畢大勇（鄭伊健飾），稱為追討欠款，亦跟隨Macy到日本。二人到高橋家時，發現丟空，並遇見正在調查高橋的私家偵探林貴仁（梁朝偉飾）。林貴仁告知二人高橋失蹤，是與黑幫首領伊藤武（阿部寛飾）妻子有關係。就在三人合力尋找高橋時，因林貴仁一次失誤，遭到黑道追殺，結果把大家的背景和意圖一一公開......

## 演員

### 主要演員
| 演員   | 角色     | 暱稱／關係 |
| 梁朝偉 | 林貴仁   | 日本警視廳公安部外事第二課警視正／私家偵探 中日混血兒 負責調查CIA和神戶組合作日幣貶值一案 |
| 鄭伊健 | 畢大勇   | 智勇偵探社負責人／室內設計師 17歲時就讀國家武術學院，並前後奪得四屆個人武術冠軍 三個月前受大利銀行總裁之委託調查高橋裕二背景 |
| 陳慧琳 | Macy     | 大利銀行總裁獨生女 高橋裕二未婚妻 |
| 仲村亨 | 高橋裕二 | CIA探員／投資公司經理 Macy未婚夫 借助神戶組勢力，將由CIA印刷的偽日圓流出市面，令日幣貶值。 奉CIA的命令，追求「大利銀行」總裁的獨生女Macy，並與他結婚，作為日後部署。 與美雪通姦，因而被伊藤武搜刮。 將CIA和神戶組交易的資料連同日本國會議員勾結CIA和的犯罪證據留在自己身邊，作為護身符。但後來被發現，於是帶走神戶組一大筆資金與美雪私奔。 |

### 次要演員
| 演員       | 角色       | 暱稱／關係                                                          |
| 張柏芝     | 沙織       | 林貴仁助手                                                          |
| 大和武士   | 赤川       | CIA探員 高橋裕二之同事 伊藤武之合作對象                             |
| 阿部寬     | 伊藤武     | 神戶組組長 與美國中央情報局串謀，協助將偽日圓流出市面，令日元貶值。 |
| 鹽谷庄五   | 宮本       | 神戶組成員                                                          |
| 任葆琳     | Betty      | Macy伴娘                                                            |
| 遠藤久美子 | 櫻田直美   | 林貴仁助手                                                          |
| 小澤真珠   | 田中有希子 |                                                                     |
| 柴咲幸     | 由美       |                                                                     |
| 山田玲奈   | 亞里沙     | 林貴仁助手                                                          |
| 白川南     | 早百合     | 林貴仁助手                                                          |
| 森山祐子   | 美雪       | 伊藤武的妻子 與高橋裕二通姦，在北海道遇上車禍喪生                   |
| 小松拓也   | Macy表弟   |                                                                     |

## 獎項
| 獎項             | 名單   | 結果 |
| ---------------- | ------ | ---- |
| 最佳剪接         | 邝志良 | 入圍 |
| 最佳服装造型设计 | 吴里璐 | 入圍 |
| 最佳动作设计     | 薛春炜 | 入圍 |

## 外部連結
- 開眼電影網上《東京攻略》的資料（繁體中文）
- 豆瓣电影上《東京攻略》的資料 （简体中文）
- 时光网上《東京攻略》的資料（简体中文）
- AllMovie上《東京攻略》的资料（英文）
- 爛番茄上《东京攻略》的資料（英文）
- 香港影庫上《東京攻略》的資料（繁體中文）
- 互联网电影数据库（IMDb）上《東京攻略》的资料（英文）